# Handbook of the Irideae
Handbook of the Irideae (abreviado Handb. Irid.) es un libro con ilustraciones y descripciones botánicas que fue escrito por el botánico inglés John Gilbert Baker y publicado en el año 1892 en Londres y Nueva York.